# Pogonatum tortile
Pogonatum tortile är en bladmossart som beskrevs av Bridel 1827. Pogonatum tortile ingår i släktet grävlingmossor, och familjen Polytrichaceae. Inga underarter finns listade i Catalogue of Life.